# Dong Fang Hong-2 1
O Dong Fang Hong-2 1 (DFH-2 1), também conhecido por Shiyan Tongbu Tongxing Weixing T1 (STTW-T1), foi um satélite de comunicação geoestacionário chinês que foi baseado na plataforma DFH-2 Bus. O terceiro estágio criogênico não entrou em ignição, deixando o satélite experimental em órbita baixa, mas o mesmo conseguiu cumprir sua missão.

## Características
O DFH-2 1 tinha uma forma de tambor, o satélite era estabilizado por rotação e sua missão era comunicações militares com uma antena, tinha um diâmetro de 2,1 metros, e uma altura de 3,1 metros.
A carga útil de comunicação consistia em apenas dois transponders de banda C de 6/4 GHz, cada um com uma potência de saída saturada de 7,3 dBW (10 W).

## Lançamento
O satélite foi lançado ao espaço no dia 29 de janeiro de 1984, por meio de um veiculo Longa Marcha 3 a partir do Centro Espacial de Xichang, na China. Devido há uma falha do terceiro estágio do veículo de lançamento, o satélite foi deixado em uma órbita terrestre baixa. Ele tinha uma massa de lançamento de 900 kg.